# Бохемия и Моравия
Протекторат Бохемия и Моравия (на немски: Reichsprotektorat Böhmen und Mähren; на чешки: Protektorát Čechy a Morava) е зависимо държавно образувание на териториите на Бохемия, Моравия и Чешка Силезия, населени с етнически чехи.
Протекторатът е създаден след окупиране на части от Чехословакия от страна на нацистка Германия и с указ на Хитлер от 16 март 1939 г.
Глава на изпълнителната власт на протектората е назначаваният от фюрера райхспротектор (Reichsprotektor). Съществува също така формалният пост президент на протектората, заеман единствено от Емил Хаха (бивш президент на Чехословакия) от октомври 1938 до март 1939 г.

## Райхспротектори
- Йоханес фон Бласковиц: 15 март 1939 – 21 март 1939
- Константин фон Нойрат: 21 март 1939 – 29 септември 1941
- Райнхард Хайдрих: 29 септември 1941 – 4 юни 1942
- Курт Далюге: 5 юни 1942 – 24 август 1943
- Вилхелм Фрик: 24 август 1943 – 4 май 1945